# Школа і життя
«Школа і життя» (груз. სკოლა და ცხოვრება) — щомісячний науково-педагогічний журнал Міністерства освіти Грузинської РСР. Виходив у Тбілісі з 1924 року під назвами:
- з 1924 — «Назустріч новій школі»
- з 1930 — «Культурна реконструкція»
- з 1932 — «За комуністичне виховання»
- з 1960 — «Школа та життя».

Під час Другої світової війни журнал не видавався; відновлено у червні 1953 року.
Журнал висвітлював теоретичні та практичні питання комуністичного виховання, викладання та освіти.
Першим редактором журналу був М. Орахелашвілі (1924—1930), з 1930 — народні комісари освіти Грузинської РСР, з 1953 в різний час — Г. Ніорадзе, В. Мгалоблішвілі, П. Шаматава, Г. Саджая, А. Гогелія, з 1984 — А. Дзеря.
Журнал мав 8 щоквартальних доповнень (науково-методичні журнали):
- «Грузинська мова та література в школі» (ред. Т. Квахантирадзе)
- «Російська мова та література в грузинській школі» (ред. А. Лорткіпанідзе)
- «Фізика та математика в школі» (ред. О. Хазарадзе)
- «Хімія, біологія в школі» (ред. М. Гарибашвілі)
- «Історія, суспільствознавство, географія в школі» (ред. С. Гамсахурдіа)
- «Початкова школа, дошкільна освіта» (ред. У. Амонашвілі)
- «Іноземні мови в школі» (ред. У. Шатірішвілі)
- «Молодий» (фізичне виховання студентів) (ред. П. Гугушвілі).